# 急尖长苞冷杉
急尖长苞冷杉（学名：Abies georgei subsp. smithii）分布在中国大陆的德钦、六库、维西、西藏、云南丽江等地，生长于海拔2,600米至3,600米的地区，目前尚未由人工引种栽培。

## 扩展阅读
- 維基物種上的相關：急尖长苞冷杉